# Prémery
Prémery est une commune française située dans le département de la Nièvre, en région Bourgogne-Franche-Comté.

## Géographie

### Localisation
La commune de Prémery se situe au cœur du Nivernais, à la croisée de la forêt des Bertranges et du val de Montenoison.
Via la route D977, cet ancien bourg épiscopal se trouve à 30 km de Nevers.

### Hydrographie
- la Nièvre d'Arzembouy ;
- la petite Nièvre ;
- le ruisseau des Réaux ;
- le ruisseau du Coursier.

### Villages, hameaux, lieux-dits, écarts
Cervenon, Doudoye, la Valotte, les Chaumes Grand Jean, Pourcelanges, les Granges, le Gué, le Fourneau, Nantin, le Chaillou, Nouleau, la Castinière, la Roche, le Donloups, la Chaume de l'Étang, les Battants, la Coudroie, les Bernets, le Breuil, la Garenne, la Belle Epine, la Moquerie, le Clou, Valvry, les Cités, les Réaux.

### Climat
Pour des articles plus généraux, voir Climat de la Bourgogne-Franche-Comté et Climat de la Nièvre.
En 2010, le climat de la commune est de type climat océanique dégradé des plaines du Centre et du Nord, selon une étude du Centre national de la recherche scientifique s'appuyant sur une série de données couvrant la période 1971-2000. En 2020, Météo-France publie une typologie des climats de la France métropolitaine dans laquelle la commune est exposée à un climat océanique altéré et est dans la région climatique  Centre et contreforts nord du Massif Central, caractérisée par un air sec en été et un bon ensoleillement. 
Pour la période 1971-2000, la température annuelle moyenne est de 11,1 °C, avec une amplitude thermique annuelle de 16 °C. Le cumul annuel moyen de précipitations est de 900 mm, avec 12,8 jours de précipitations en janvier et 8,1 jours en juillet. Pour la période 1991-2020, la température moyenne annuelle observée sur la station météorologique installée sur la commune est de 11,1 °C et le cumul annuel moyen de précipitations est de 911,1 mm. 
La température maximale relevée sur cette station est de 40,5 °C, atteinte le 11 août 2003 ; la température minimale est de −15,1 °C, atteinte le 26 janvier 2007,,. 
| Mois                                  | jan.            | fév.           | mars          | avril         | mai           | juin          | jui.          | août           | sep.          | oct.            | nov.             | déc.           | année      |
| ------------------------------------- | --------------- | -------------- | ------------- | ------------- | ------------- | ------------- | ------------- | -------------- | ------------- | --------------- | ---------------- | -------------- | ---------- |
| Température minimale moyenne (°C)     | 0,5             | 0,2            | 1,9           | 4             | 7,6           | 10,9          | 12,6          | 12,4           | 9,1           | 7,2             | 3,5              | 1,2            | 5,9        |
| Température moyenne (°C)              | 3,7             | 4,2            | 7,2           | 10            | 13,7          | 17,4          | 19,4          | 19,1           | 15,3          | 11,9            | 7,1              | 4,3            | 11,1       |
| Température maximale moyenne (°C)     | 6,9             | 8,2            | 12,4          | 16            | 19,8          | 23,8          | 26,2          | 25,8           | 21,4          | 16,7            | 10,7             | 7,4            | 16,3       |
| Record de froid (°C) date du record   | −15,1 26.01.07  | −14,6 09.02.12 | −14 01.03.05  | −7 08.04.03   | −1,8 03.05.21 | 1,5 04.06.01  | 3,7 02.07.11  | 2,4 30.08.1993 | −1,9 20.09.12 | −7,5 31.10.1997 | −11,3 23.11.1993 | −14,5 20.12.09 | −15,1 2007 |
| Record de chaleur (°C) date du record | 17,5 05.01.1999 | 21,6 27.02.19  | 24,1 31.03.21 | 28,7 21.04.18 | 31,3 26.05.05 | 38,8 27.06.19 | 40,1 25.07.19 | 40,5 11.08.03  | 36,3 06.09.23 | 30,6 13.10.23   | 22,2 07.11.15    | 17,2 07.12.00  | 40,5 2003  |
| Précipitations (mm)                   | 82,6            | 71,2           | 67,5          | 77,3          | 73,9          | 66,5          | 64,1          | 65,2           | 72,4          | 81,4            | 95,1             | 93,9           | 911,1      |

| Diagramme climatique                                  |            |             |         |             |              |              |              |             |             |             |            |
| J                                                     | F          | M           | A       | M           | J            | J            | A            | S           | O           | N           | D          |
| 6,90,582,6                                            | 8,20,271,2 | 12,41,967,5 | 16477,3 | 19,87,673,9 | 23,810,966,5 | 26,212,664,1 | 25,812,465,2 | 21,49,172,4 | 16,77,281,4 | 10,73,595,1 | 7,41,293,9 |
| Moyennes : • Temp. maxi et mini °C • Précipitation mm |            |             |         |             |              |              |              |             |             |             |            |

Les paramètres climatiques de la commune ont été estimés pour le milieu du siècle (2041-2070) selon différents scénarios d'émission de gaz à effet de serre à partir des nouvelles projections climatiques de référence DRIAS-2020. Ils sont consultables sur un site dédié publié par Météo-France en novembre 2022.

## Urbanisme

### Typologie
Au 1er janvier 2024, Prémery est catégorisée bourg rural, selon la nouvelle grille communale de densité à sept niveaux définie par l'Insee en 2022.
Elle est située hors unité urbaine. Par ailleurs la commune fait partie de l'aire d'attraction de Nevers, dont elle est une commune de la couronne,. Cette aire, qui regroupe 93 communes, est catégorisée dans les aires de 50 000 à moins de 200 000 habitants,.

### Occupation des sols
L'occupation des sols de la commune, telle qu'elle ressort de la base de données européenne d’occupation biophysique des sols Corine Land Cover (CLC), est marquée par l'importance des forêts et milieux semi-naturels (62,8 % en 2018), une proportion identique à celle de 1990 (62,8 %). La répartition détaillée en 2018 est la suivante : forêts (59,8 %), prairies (24,6 %), terres arables (9,3 %), zones urbanisées (3,2 %), milieux à végétation arbustive et/ou herbacée (3 %). L'évolution de l’occupation des sols de la commune et de ses infrastructures peut être observée sur les différentes représentations cartographiques du territoire : la carte de Cassini (XVIIIe siècle), la carte d'état-major (1820-1866) et les cartes ou photos aériennes de l'IGN pour la période actuelle (1950 à aujourd'hui).

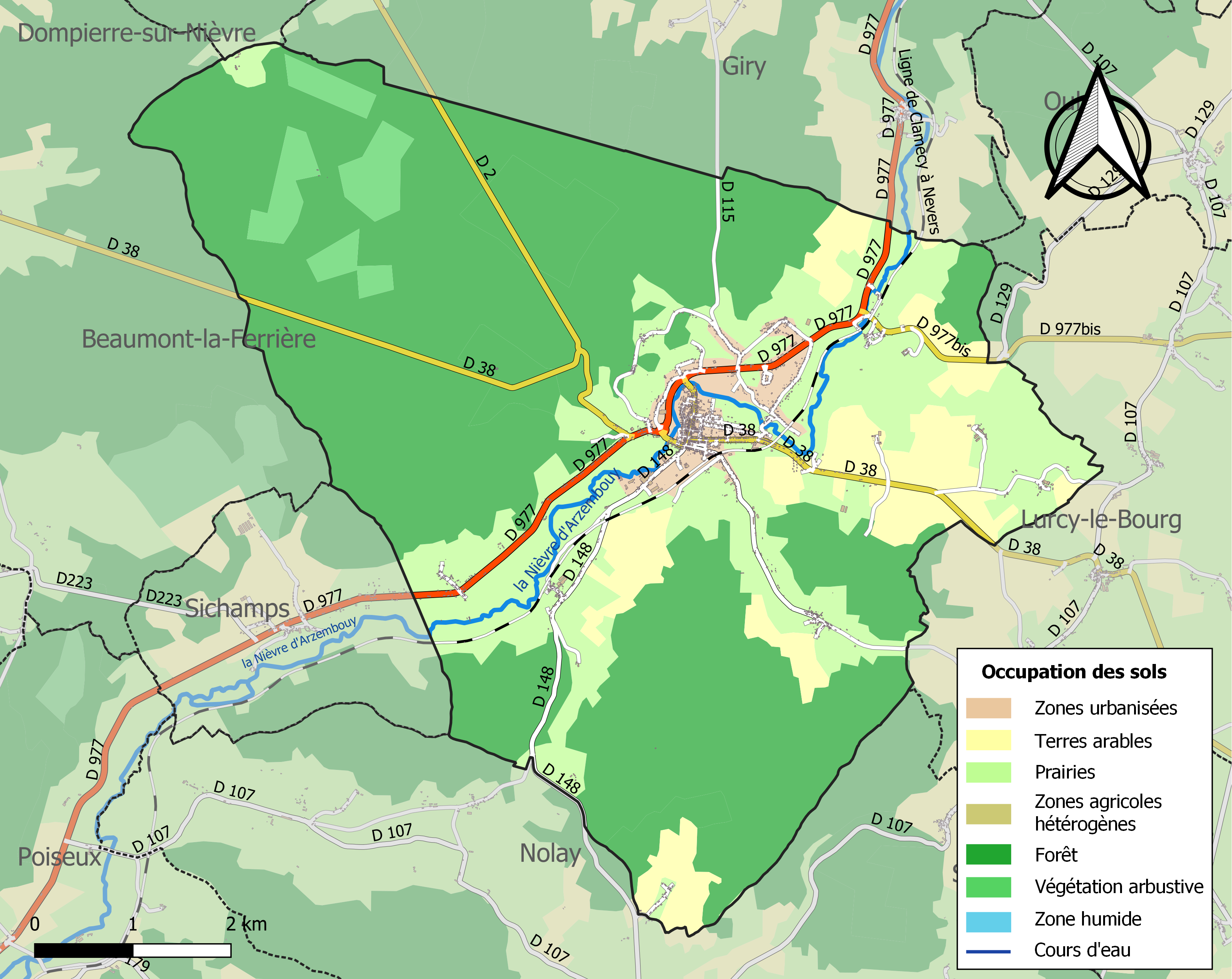
Carte des infrastructures et de l'occupation des sols de la commune en 2018 (CLC).

## Toponymie
On relève les mentions suivantes du nom de la commune : Ecclesia de Primiriaco (887), Primeriacum (1173), Ecclesia de Premery (1198).

## Histoire
Au cours des journées du 25 et du 27 juin 1944, les troupes allemandes de l'École de Pionniers de Cosne-sur-Loire, résidant dans la caserne du 85e régiment d'infanterie de ligne, se sont livrées à différentes opérations à Thauvenay et à Prémery, à l'aide de camions réquisitionnés dans la journée du 24 juin et dont les chauffeurs et convoyeurs avaient été internés dans la caserne.

## Politique et administration

### Liste des maires
| Période                                  | Période  | Identité             | Étiquette | Qualité                                             |
| ---------------------------------------- | -------- | -------------------- | --------- | --------------------------------------------------- |
| vers 1846                                | ?        | Philippe Archambault |           |                                                     |
| avant 1981                               | ?        | Eugène Bonnot        | PCF       | Conseiller général du canton de Prémery (1973-1979) |
| mars 2001                                | 2014     | Gilbert Germain      | SE        | Professeur de mathématiques retraité                |
| 2014                                     | 2020     | Jean Marceau         |           |                                                     |
| 2020                                     | En cours | Alexis Plisson       |           | Ancien gendarme                                     |
| Les données manquantes sont à compléter. |          |                      |           |                                                     |

## Démographie
L'évolution du nombre d'habitants est connue à travers les recensements de la population effectués dans la commune depuis 1793. Pour les communes de moins de 10 000 habitants, une enquête de recensement portant sur toute la population est réalisée tous les cinq ans, les populations de référence des années intermédiaires étant quant à elles estimées par interpolation ou extrapolation. Pour la commune, le premier recensement exhaustif entrant dans le cadre du nouveau dispositif a été réalisé en 2008.

En 2022, la commune comptait 1 782 habitants, en évolution de −3,83 % par rapport à 2016 (Nièvre : −3,28 %, France hors Mayotte : +2,11 %).
| 1793  | 1800  | 1806  | 1821  | 1831  | 1836  | 1841  | 1846  | 1851  |
| ----- | ----- | ----- | ----- | ----- | ----- | ----- | ----- | ----- |
| 1 279 | 1 047 | 1 672 | 1 689 | 1 875 | 1 907 | 2 103 | 2 244 | 2 325 |

| 1856  | 1861  | 1866  | 1872  | 1876  | 1881  | 1886  | 1891  | 1896  |
| ----- | ----- | ----- | ----- | ----- | ----- | ----- | ----- | ----- |
| 2 137 | 2 212 | 2 272 | 2 301 | 2 401 | 2 449 | 2 395 | 2 422 | 2 574 |

| 1901  | 1906  | 1911  | 1921  | 1926  | 1931  | 1936  | 1946  | 1954  |
| ----- | ----- | ----- | ----- | ----- | ----- | ----- | ----- | ----- |
| 2 837 | 2 726 | 2 645 | 2 161 | 2 578 | 2 630 | 2 703 | 2 618 | 2 589 |

| 1962  | 1968  | 1975  | 1982  | 1990  | 1999  | 2006  | 2008  | 2013  |
| ----- | ----- | ----- | ----- | ----- | ----- | ----- | ----- | ----- |
| 2 815 | 3 056 | 2 787 | 2 603 | 2 377 | 2 201 | 2 062 | 2 023 | 1 909 |

| 2018  | 2022  | - | - | - | - | - | - | - |
| ----- | ----- | - | - | - | - | - | - | - |
| 1 823 | 1 782 | - | - | - | - | - | - | - |

## Économie

### L'usine Lambiotte
L'économie de Prémery fut dominée pendant 116 ans par l'usine Lambiotte. En 1886, les frères Lambiotte venus de Belgique installent une usine de charbon de bois. Au fil des années l'activité se développe avec l'exploitation des dérivés de la carbonisation des bois. Lambiotte devient ainsi l'un des plus gros producteurs français de charbon de bois et de produits chimiques dérivés du bois (acétone, formol, méthanol, arômes…). Cette activité était néanmoins très polluante. Rachetée par la société Borden puis Bostik, le site a été fermé en 2002. La démolition du site, entamée le 28 juin 2016, a été marquée par la destruction à l'explosif des trois plus hautes structures de l'usine le 28 octobre 2016.
Deux grandes entreprises sont installées dans la commune : Refinal Industrie Derichebourg Premery qui récupère et recycle des chutes d'aluminium, et Premester qui produit des biocarburants.
En 2016, la commune rejoint l'expérimentation Territoires zéro chômeur de longue durée, avec une entreprise à but d'emploi qui réalise diverses activités et est le principal employeur local en 2019 avec 92 employés,.

### Cadre de vie
- Ville fleurie : trois fleurs ;
- Son plan d'eau ;
- Son camping et ses chalets ;
- Ses forêts (notamment le circuit des Mardelles de Prémery) ;
- Foires et marchés : les foires sont installées tous les premiers mardis du mois et les marchés tous les mardis et samedis matin toutes les semaines ;
- Brocantes : la première s'installe le dimanche qui suit le 14 juillet, la seconde le 1er dimanche de septembre.

### Vie culturelle
- Cinéma : deux à trois projections de films récents sont organisées par l'association Sceni qua non. La salle de cinéma est équipée d'une boucle d'induction magnétique pour personnes malentendantes. Les prothèses auditives doivent posséder une position « T » ;
- Festival de musique : Le premier week-end de juillet à la collégiale.

## Culture locale et patrimoine

### Lieux et monuments

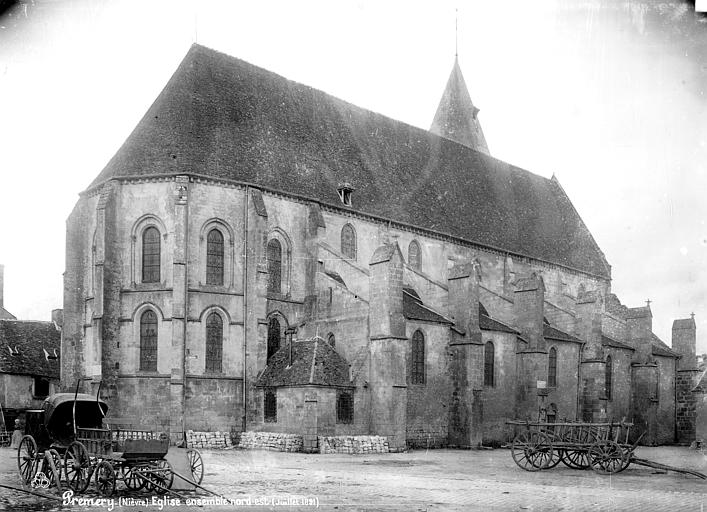
L' église Saint Marcel en 1891.

- Église Saint-Marcel : église collégiale des XIIIe et XIVe siècles,  Classée MH (1840)[24] ;

- Château de Prémery, autrefois propriété des évêques de Nevers, XIIIe et XVIe siècles ;
- Maison natale de Nicolas Appleine (XIVe et XVe siècles) ;
- Tour des Pendus (ancienne tour de rempart, XVe siècle) ;

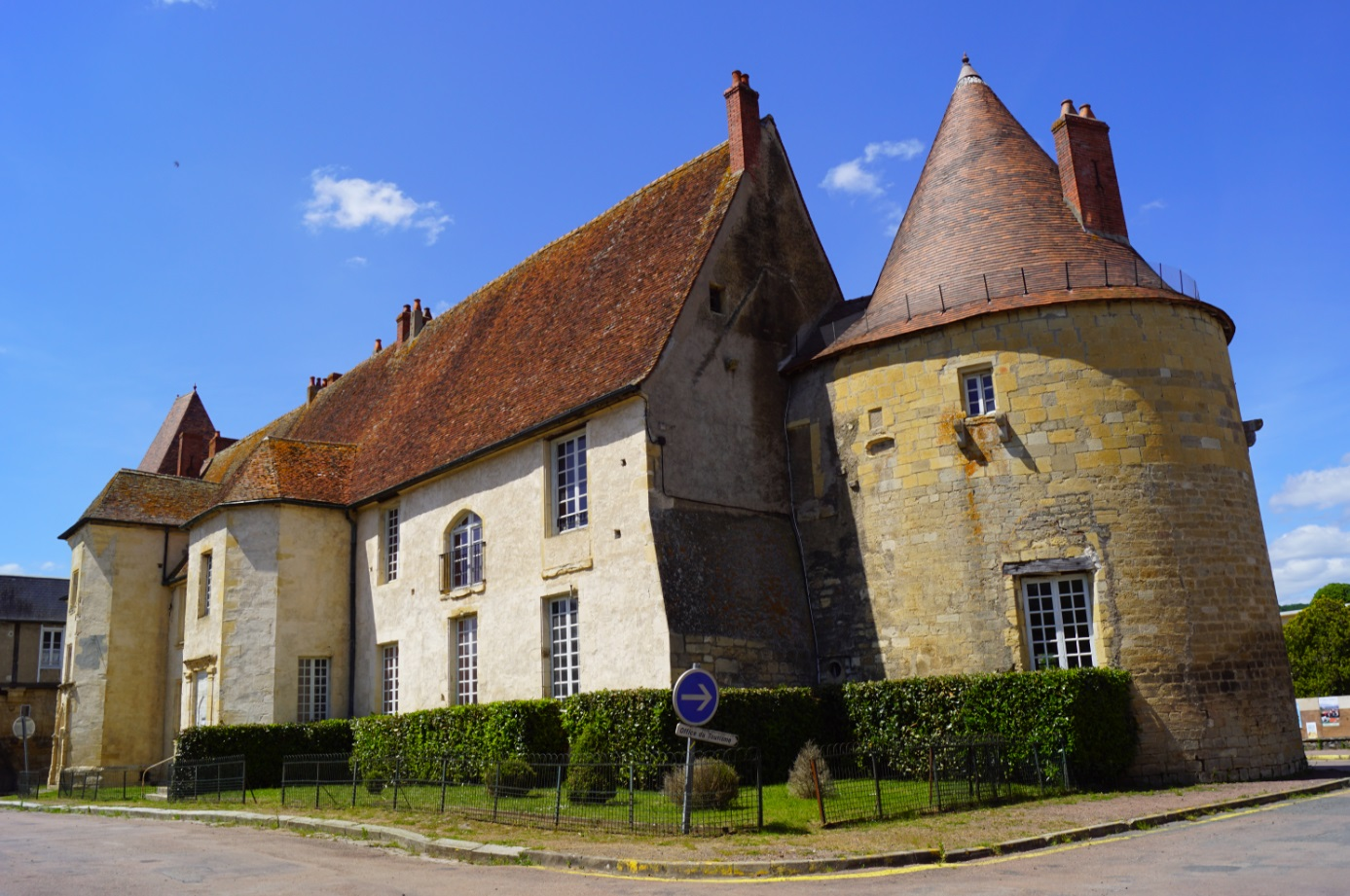
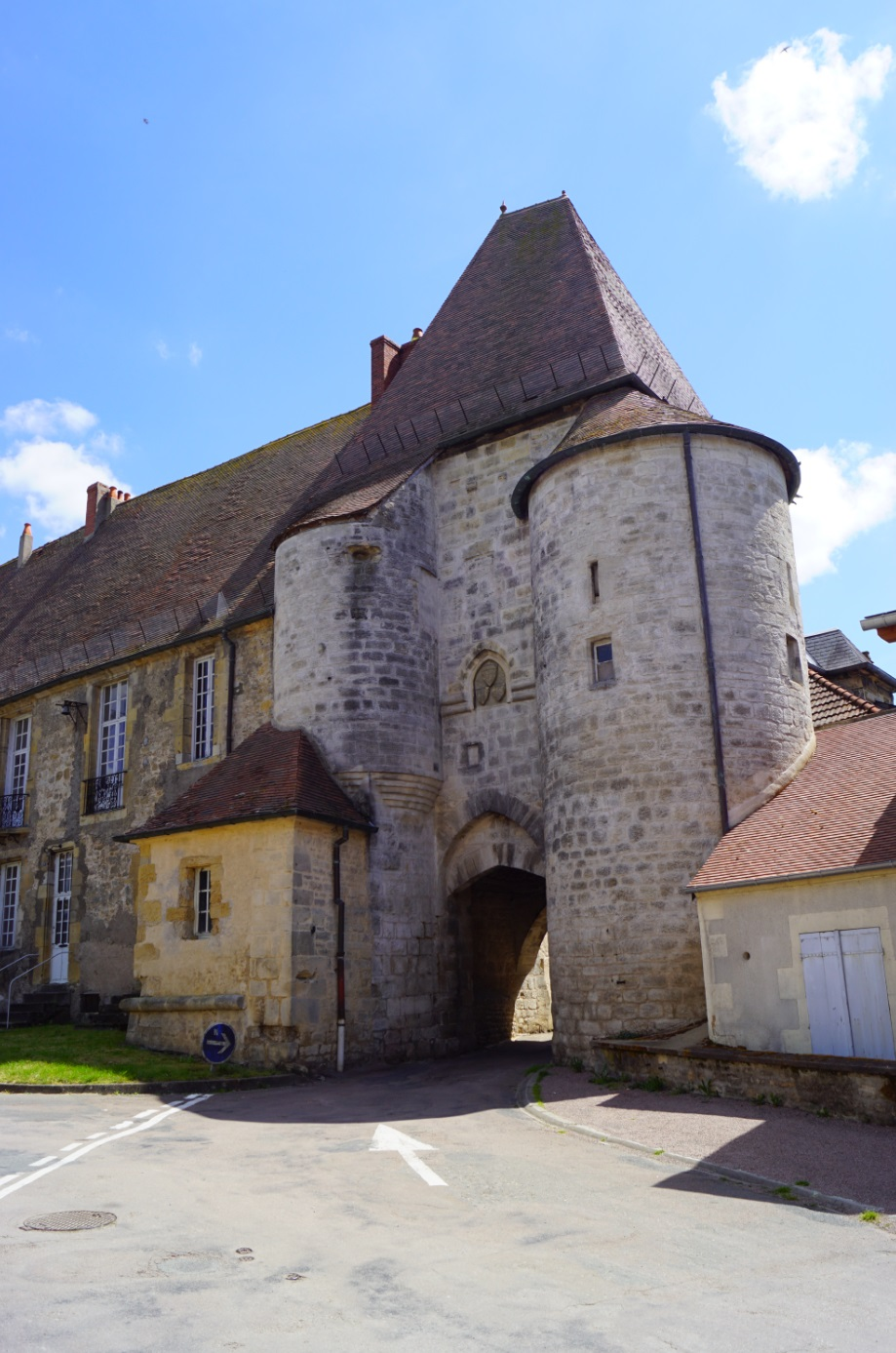
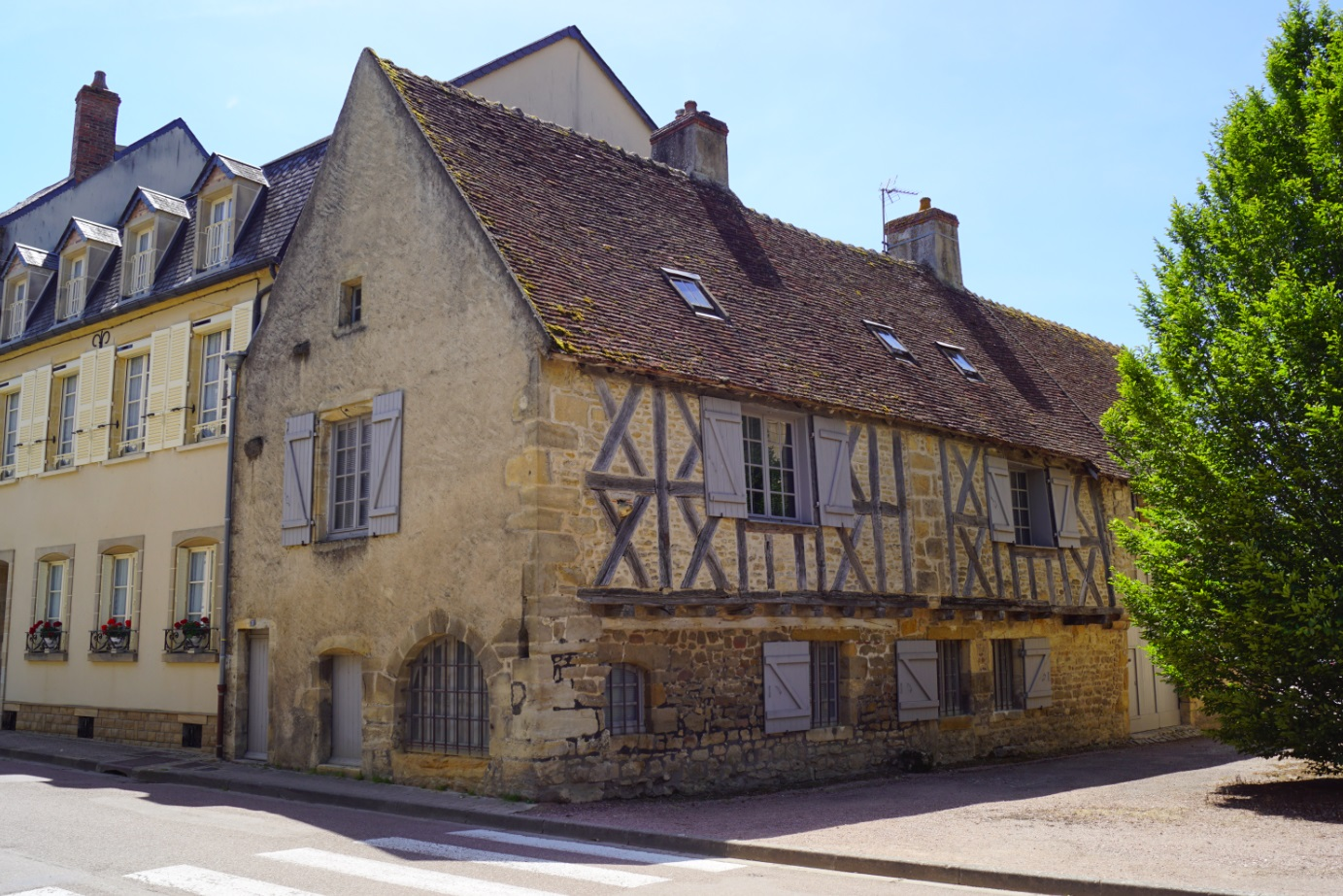
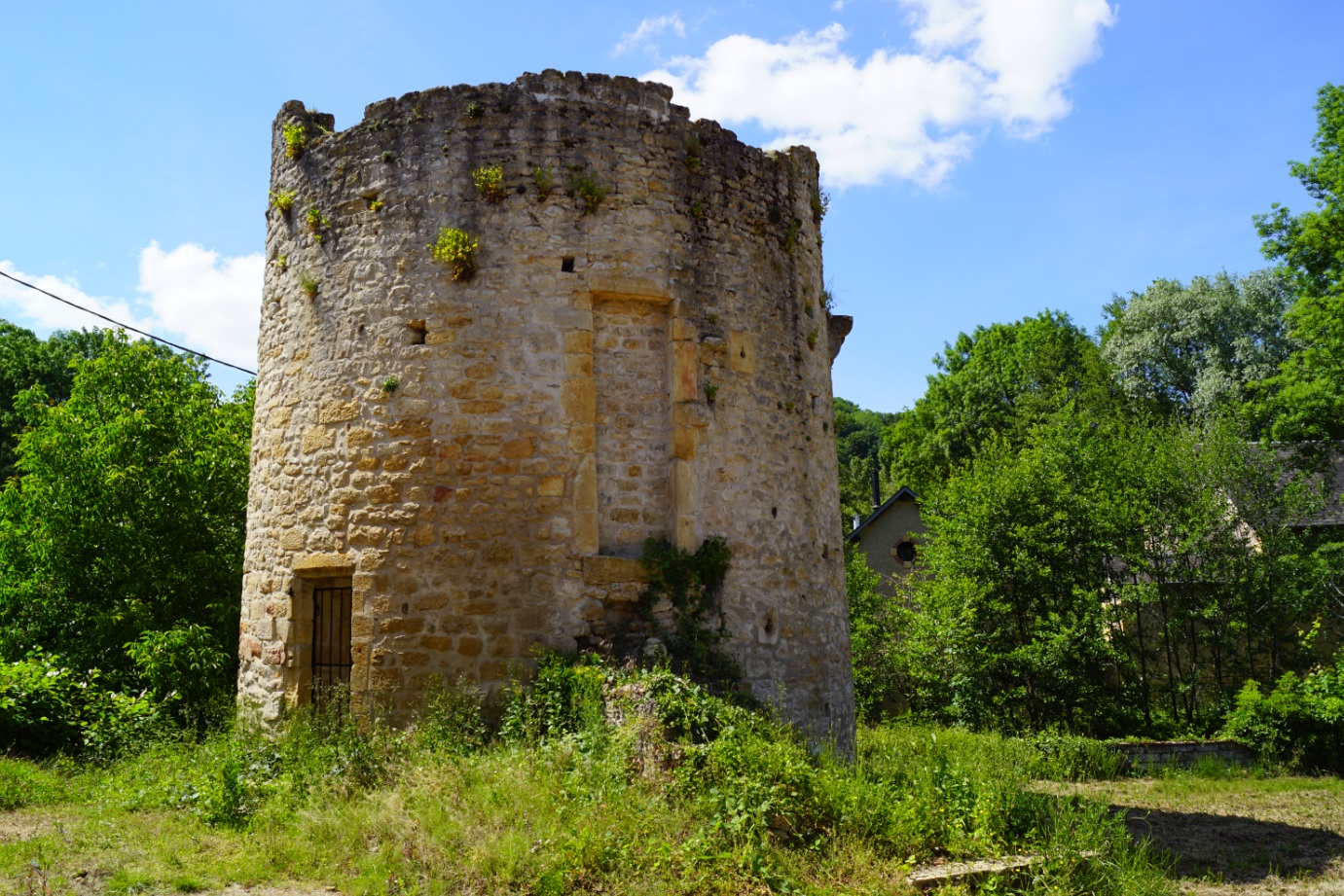

- Musée du grès ancien.

### Personnalités liées à la commune
- Eugène Bonnot (1917-2006), conseiller général de Prémery (1973-1979) et maire de Prémery (1977-1983)[25] ;
- Emile Depierreux (1896-1987), maire SFIO de Prémery (1951-1977), conseiller général SFIO de Prémery (1959-1973)[26] ;
- Emile Archambault (1793-1873), député de la Nièvre sous la Seconde République de 1848 à 1849 ;
- Maurice Mignon (1882-1962), universitaire et écrivain, né à Prémery ;
- André Brunot (1879-1973), acteur et sociétaire de la Comédie-Française, né à Prémery ;
- Alix Marquet (1875-1939), sculpteur.

### Héraldique
| Blason | Blasonnement : « De gueules aux trois tours donjonnées de trois pièces d'or, au chef cousu d'azur semé de fleurs de lys aussi d'or. » |